# Autoestrada A28 (Itália)
A Autoestrada A28 é uma autoestrada no norte da Itália que conecta Portogruaro a Conegliano, passando por Pordenone. É gerida pela Autovie Venete.

## Rota
| PORTOGRUARO - PORDENONE -CONEGLIANO |                                          |        |      |           |
| Tipo                                | Indicação                                | ↓km↓   | ↑km↑ | Província |
|                                     | Torino - Trieste                         | 0      |      | VE        |
|                                     | Barriera di Portogruaro                  | 0,658  |      | VE        |
|                                     | Portogruaro                              | 1,08   |      | VE        |
|                                     | Area di servizio Gruaro est/Gruaro ovest |        |      | VE        |
|                                     | Sesto al Reghena                         | 4,692  |      | PN        |
|                                     | Villotta                                 | 8,672  |      | PN        |
|                                     | Azzano Decimo                            | 13,951 |      | PN        |
|                                     | Cimpello                                 | 17,225 |      | PN        |
|                                     | Pordenone Centro Commerciale             | 20,449 |      | PN        |
|                                     | Pordenone                                | 21,510 |      | PN        |
|                                     | Porcia                                   | 24,364 |      | PN        |
|                                     | Area di servizio Porcia nord/Brugnera    |        |      | PN        |
|                                     | Fontanafredda                            | 28,059 |      | PN        |
|                                     | Sacile Est                               | 31,129 |      | PN        |
|                                     | Sacile Ovest                             | 35,05  |      | PN        |
|                                     | Barriera di Cordignano                   | 36,428 |      | TV        |
|                                     | Godega di Sant'Urbano                    | 43,790 |      | TV        |
|                                     | Conegliano Mestre-Pian di Vedoia         | 48,75  |      | TV        |